# Double Dragon Neon
Double Dragon Neon (ダブルドラゴンネオン Daburu doragon neon, en japonés) es un videojuego de la serie Double Dragon. Fue desarrollado por WayForward Technologies and distribuydo por Majesco Entertainment, e intenta renacer a dicha serie de videojuegos. Es el primer juego en donde Million, el dueño actual de la serie Double Dragon, no tuvo participación alguna del juego.

## Requisitos del Sistema
Mínimos:Sistema operativo: Windows 7-32 bits o Windows 8-32 bits
Procesador: AMD Athlon 64 X2 Dual Core Processor 4600+, 2.4GHz / Intel Pentium D 805 2.66GHz o mejor
Memoria RAM: 1 GB 
Tarjeta gráfica: NVIDIA GeForce 9600 GT 512 MB / ATI Radeon HD 4650 1GB or higher | Pixel shader: 3 o mejor.
Espacio en el Disco duro: 3 GB 
Recomendados:Sistema operativo: Windows 7-64 bits o Windows 8-64 bits
Procesador: AMD Athlon 7850 Dual Core Processor 2.8GHz / Intel Core 2 Duo E7500 2.93 GHz
Memoria RAM: 2 GB 
Tarjeta gráfica: NVIDIA GeForce 9600 GT 1GB / ATI Radeon HD 4650 1GB | Pixel shader: 3  o mejor.
Espacio en el Disco duro: 3 GB 